# Nemesia sanzoi
Espèce
Nemesia sanzoi est une espèce d'araignées mygalomorphes de la famille des Nemesiidae.

## Distribution
Cette espèce est endémique de Sicile en Italie. Elle se rencontre vers Agrigente et Trapani.

## Description
La femelle holotype mesure 15 mm.
Les mâles mesurent de 9,2 à 10,9 mm et les femelles de 14,0 à 15,5 mm.

## Étymologie
Cette espèce est nommée en l'honneur de Luigi Sanzo.

## Publication originale
- Fage, 1917 : Sur quelques araignées theraphoses de l'Italie méridionale et de la Sicile. Bulletin du Muséum national d'histoire naturelle de Paris, vol. 23, p. 482-485 (texte intégral).